# Шахти Красного Лимана

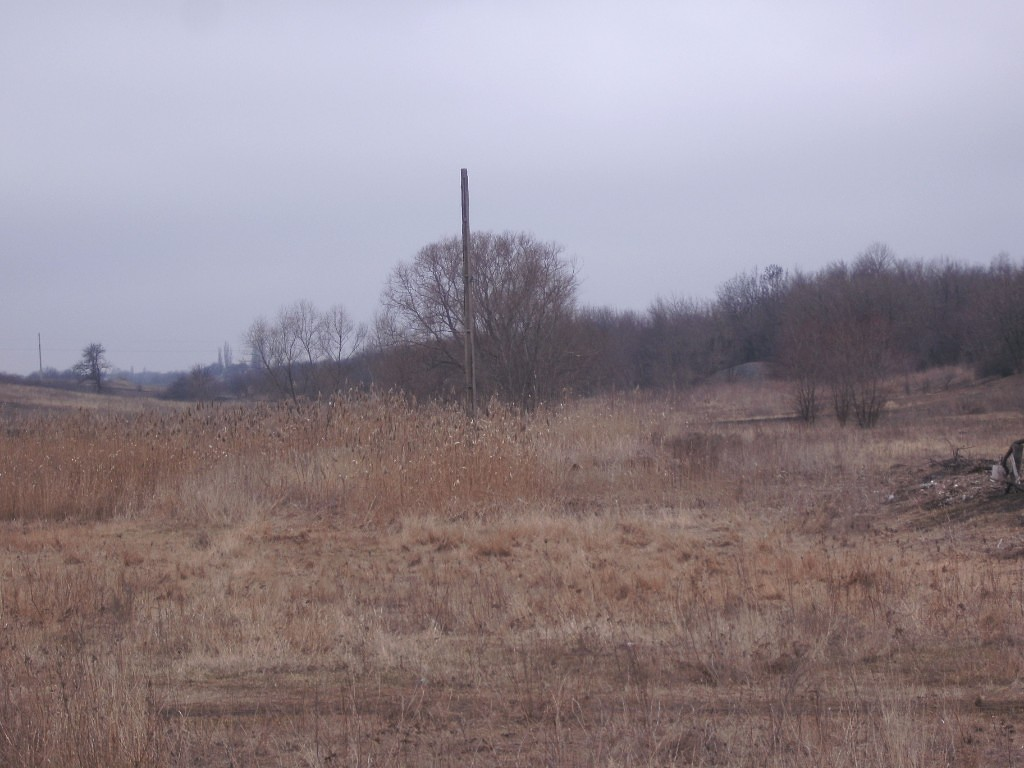
Тут працювала шахта

Шахти Красного Лимана — нині (на 2017 рік) закриті кустарні вуглевидобувні підприємства в околицях села Красний Лиман Покровського району Донецької області, що функціонували в 90-х роках XIX — 50-х роках ХХ століття.
Одними з перших копалень в околицях сучасного міста Родинське і села Красний Лиман, були розвідувальні й видобувні шахти Південно-Російського Дніпровського металургійного товариства в районі маєтку Мирна Долина, що належав Ф. І. Тернову. Це східні околиці нинішнього Красного Лимана, за занедбаним ставком «Маркове», в сторону става-освітлювача шахти «Капітальна». За даними проф. О. В. Гурова, у 90-х роках XIX століття тут був розкритий пласт потужністю 0,5 м на глибині 21—25 м. Промисловій розробці перешкоджав великий приплив води, по балці були виявлені кілька потужних джерел.
Спроби кустарної розробки вугілля на схід від сучасного Лиману проводилися і на початку ХХ століття. Так, О. О. Гапєєв в своїй роботі, присвяченій геології Гришинського вугленосного району (1927 рік), вказує на стару шахту біля злиття струмків балок Берестова (Харцизька) і Осикова. На жаль, ані часу, коли шахта давала вугілля, ані прізвища власника, ані навіть точного місця розташування даного підприємства встановити не вдалося. Дані урочища жителі Лиману називають Шталєво (на захід від злиття струмків, за прізвищем власників ділянки) і Осички (на схід від злиття струмків, за назвою балки).

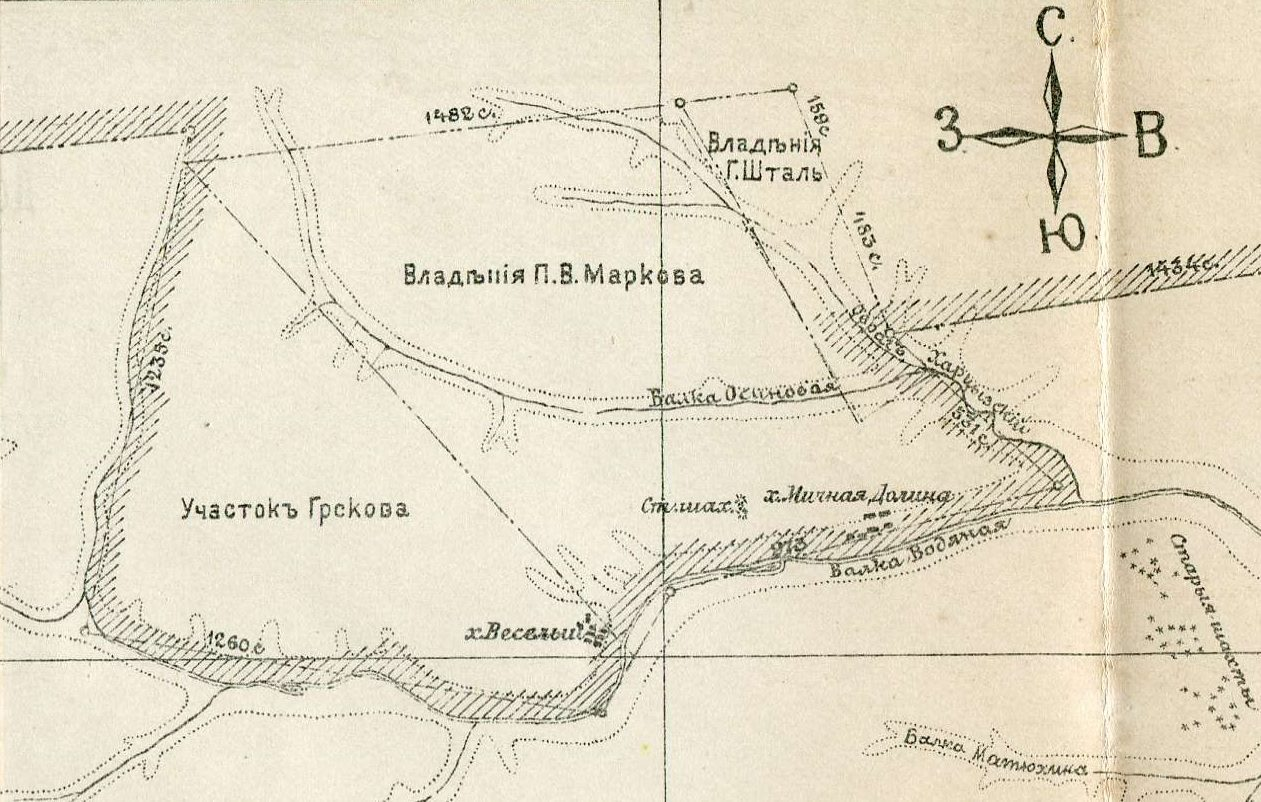
Водяна балка на плані Новоекономічного рудника Донецько-Грушівського товариства. Вказані кустарні шахти на землі П. В. Маркова

Кустарні шахти, відкриті в околицях села Новоекономічне після революційних заворушень 1905—1907 років, називали «столипінськими», оскільки в цей час пост прем'єр-міністра Російської імперії займав П. А. Столипін. Були такі шахти і в Красному Лимані. У західній частині маєтку Мирна Долина працювали дві кустарні шахти тамтешнього землевласника П. В. Маркова, які розробляли «язики» (тобто, виходи на поверхню кам'яновугільних відкладень) вугільних пластів. 
У 1913 році, в зв'язку з запланованим будівництвом залізниці Гришине (Покровськ) — Краматорська, розвідка вугілля на землях П. В. Маркова не виявлено придатних для промислової розробки пластів. Район за східною околицею Красного Лимана досі називають «Маркове», — там зберігся ставок (занедбаний) у Водяній балці. Шахти перебували практично на крайній точці східної околиці Красного Лиману.
Була своя шахта і в центрі Красного Лиману. Розташовувалася вона в 200 метрах від будівлі колишньої сільради, розробляла вугілля на глибині до 80 метрів. За деякими відомостями, проходка стовбура почалася, орієнтовно, в 1915році, і можливо, до неї має відношення знаменитий кустар О. П. Євтухов (за прізвиськом Крюк) з Новоекономічного (в районі колишнього хутора Мирне була «хата діда Крюка»). Глибина стовбура не перевищувала 50 м, а сам стовбур був обладнаний кінним воротом. Вугілля під землею транспортували за допомогою кінної тяги в вагонетках. За свідченнями старожилів, вночі було чутно, як під землею кінь тягне порожняк. Шахтна поверхня була обладнана дерев'яним (?) напівбункером. Начальником був Тєрьохін. До 50-х років минулого століття було відпрацьовано до 300 м в сторону шахти «Родинська» і до 100—150 м в напрямку Новоекономічного. Залишки відвалу породи шахти збереглися досі, вони розташовані в городі приватного будинку.